# Union des révolutionnaires-communistes de France
L'Union des révolutionnaires communistes de France (L'URCF) är en marxist-leninistisk organisation grundad 2004 av medlemmar i Coordination communiste pour la continuité révolutionnaire et la renaissance léniniste du PCF. L'URCF ger ut bulletinen Intervention communiste. Organisationen deltar i det årligen arrangerade Internationella kommunistiska seminariet tillsammans med bland annat svenska Kommunistiska Partiet.
År 2016 blev URCF Revolutionära kommunistpartiet i Frankrike/Parti Communiste Révolutionnaire de France (PCRF).